# Сан-Хуан (река, впадает в Тихий океан)
Сан-Хуан (исп. Río San Juan) — река на северо-западе Южной Америки, на территории Колумбии.

## География
Река берёт начало у горы Караманта в горах Западная Кордильера, течёт с северо-востока на юго-запад через департамент Чоко, причём её течение на юг прямо противоположно направлению течения реки Атрато, от которой река Сан-Хуан отделена перешейком Сан-Пабло.
Сан-Хуан впадает в Тихий океан примерно в 60 км к северо-западу от порта Буэнавентура, при впадении образует дельту площадью около 300 км². Дельта носит название «Сиэте-Бокас» и включает в себя множество островов, окруженных мангровыми зарослями. Крупнейшие притоки — Тамана, Кондото и Калима.
Издревле в бассейнах рек Сан-Хуан и Атрато добывалось золото. В XVI веке здесь же была найдена и платина, которая вплоть до XIX века не использовалась. В настоящее время этот регион остаётся главным центром добычи платины и золота в Колумбии.

## Гидрология
Хотя длина реки составляет лишь 380 км, а площадь водосборного бассейна — 15 000 км², но из-за большого количества осадков она также полноводна, как и Рейн, и считается одной из крупнейших рек страны.
Измерение стока реки продолжалось в течение 25 лет (1965—1990) в Пенитасе, расположенном недалеко от места впадения реки в океан. Средний годовой сток за этот период составил 2055 м³/с (с площади водосбора около 14 000 км², или более чем с 90 % общей площади бассейна реки).
На реке наблюдаются два периода наводнений: первый в мае и июне, а второй, гораздо больше сильный, в октябре и ноябре. Есть два промежуточных периода, когда дожди идут меньше — это февраль и март. Среднемесячный расход воды за март составляет 1495 м³/с, что чуть больше половины среднего расхода воды для октября месяца (2682 м³/с), из этого видно, что амплитуда сезонных колебаний относительно невелика. В период наблюдения (25 лет) ежемесячный минимальный расход составлял 794 м³/с, в то время как максимальная месячный расход — 4260 м³/с.
| Средний расход воды (м³/с) реки Сан-Хуан по месяцам с 1965 по 1990 гг. (замеры производились на гидрологическом посту возле Пенитаса) |